# Henri Seelen
Henri Hubert Seelen (Venlo, 5 december 1863 - 14 december 1940) was een Nederlands architect. Vanaf ongeveer 1890 begon Seelen als architect in Venlo.

## Leven en werk
Seelen was vanaf 1890 alleen actief in Venlo, en bouwde in zijn hele carrière zo'n 130 gebouwen in Venlo. Hij ontwierp onder andere twee Jugendstilpanden aan de Burgemeester van Rijnsingel en een grote villa op de hoek van de Kaldenkerkerweg-Maagdenberg. Rond 1900 bouwde Seelal voornamelijk in neostijlen. Na verloop van tijd werd zijn werk soberder en verschenen er Berlagiaanse invloeden in zijn ontwerpen.
Een van de belangrijkste werken van Seelen was het klooster Nazareth. Het werd in de buurtschap 't Ven omstreeks 1900 gebouwd in traditionele bouwstijl met elementen uit de Neorenaissance en neogotiek. Het werd door Seelen ontworpen in opdracht van deken Mares. In 1939 werd door Jules Kayser een uitbreiding van het weeshuis ontworpen. Het originele complex, ontworpen door Seelen, staat op de lijst van rijksmonumenten in Venlo. De uitbreiding van Kayser is niet op deze lijst te vinden. Ook andere gebouwen van Seelen zijn te vinden op de rijksmonumentenlijst. In totaal zijn acht gebouwen van Seelen in Venlo ingeschreven in het rijksmonumentenregister, en één in Horst.

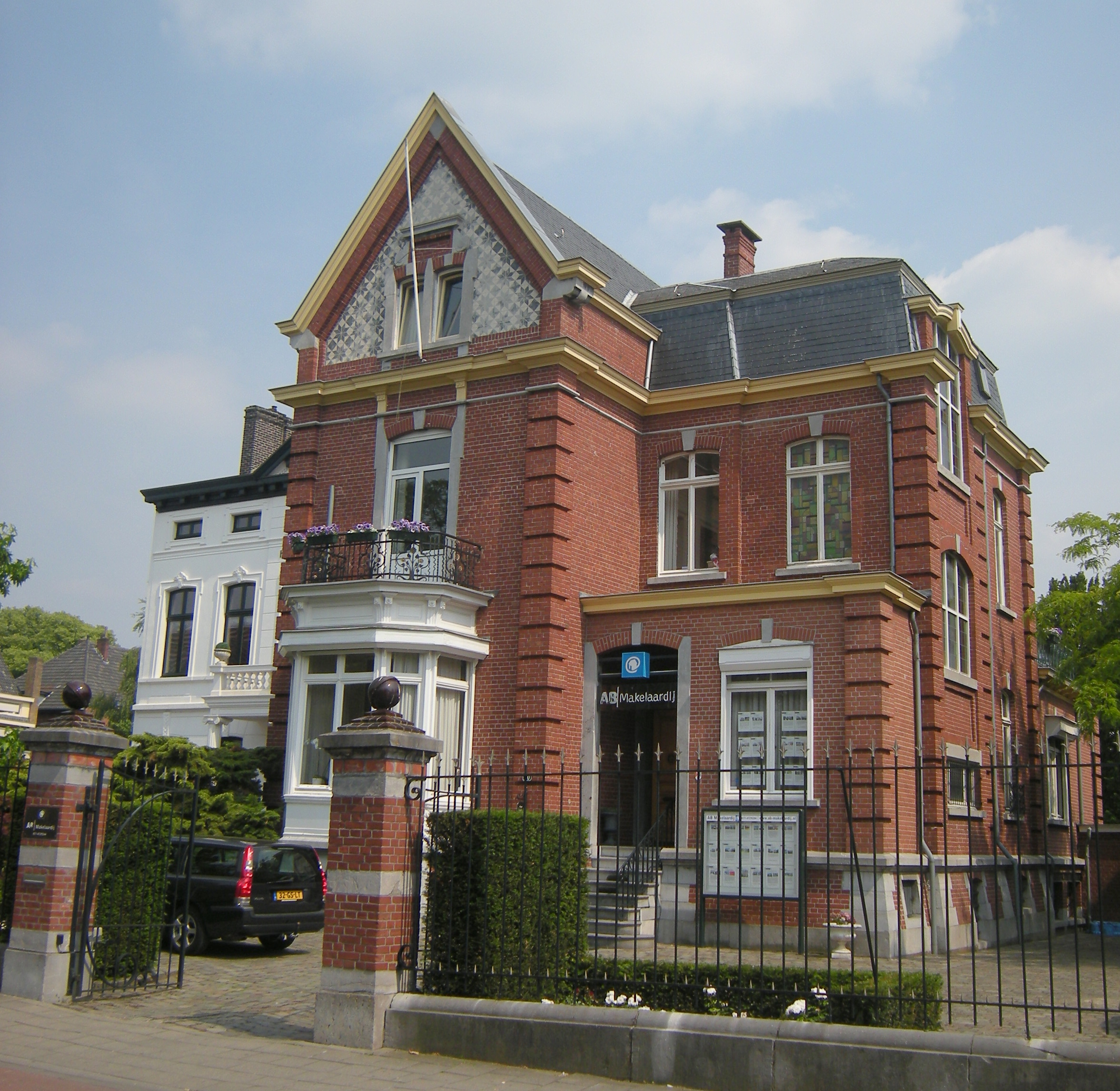
Villa Linssen aan de Sint-Martinusstraat 60, Venlo
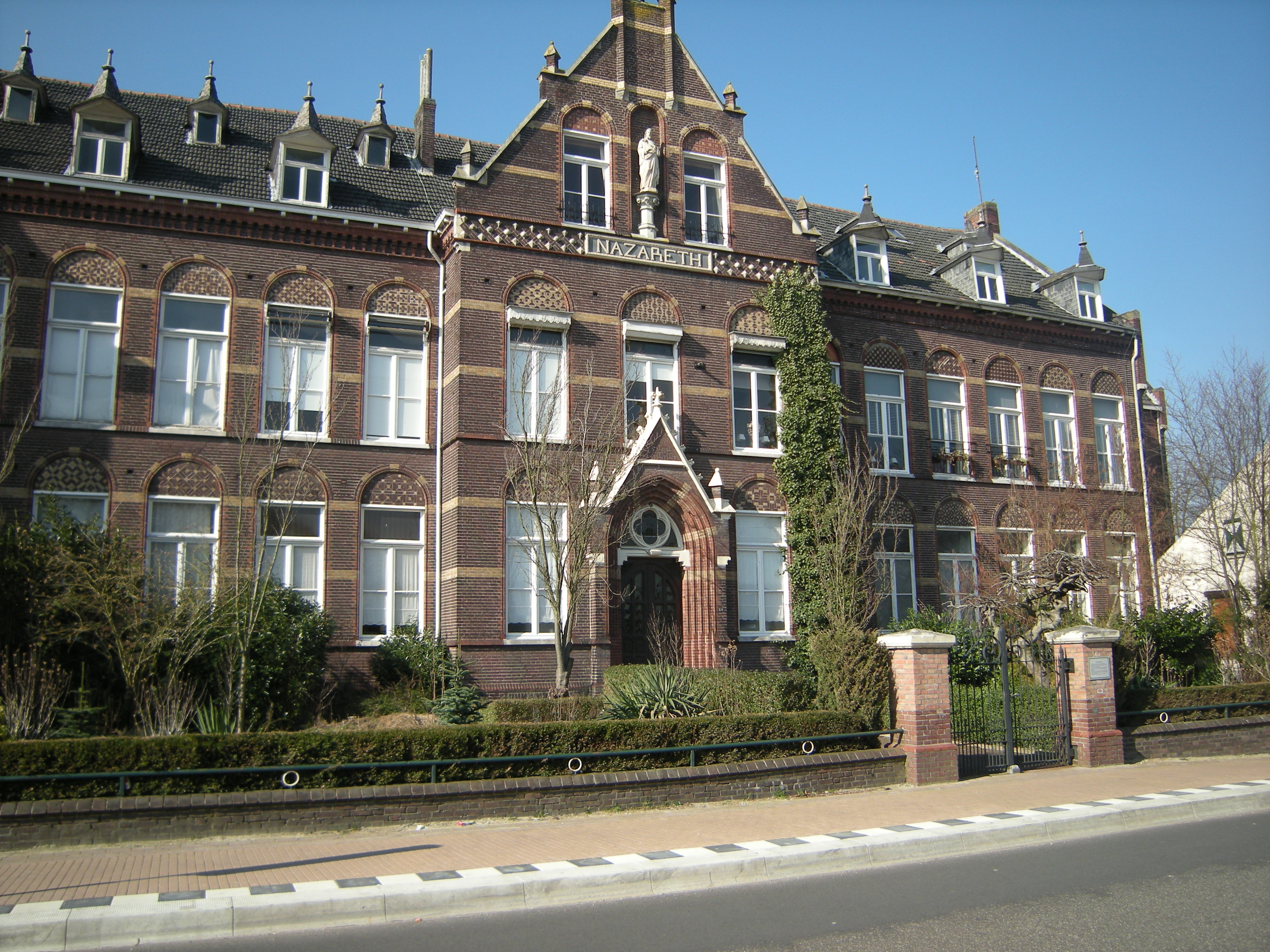
klooster Nazareth
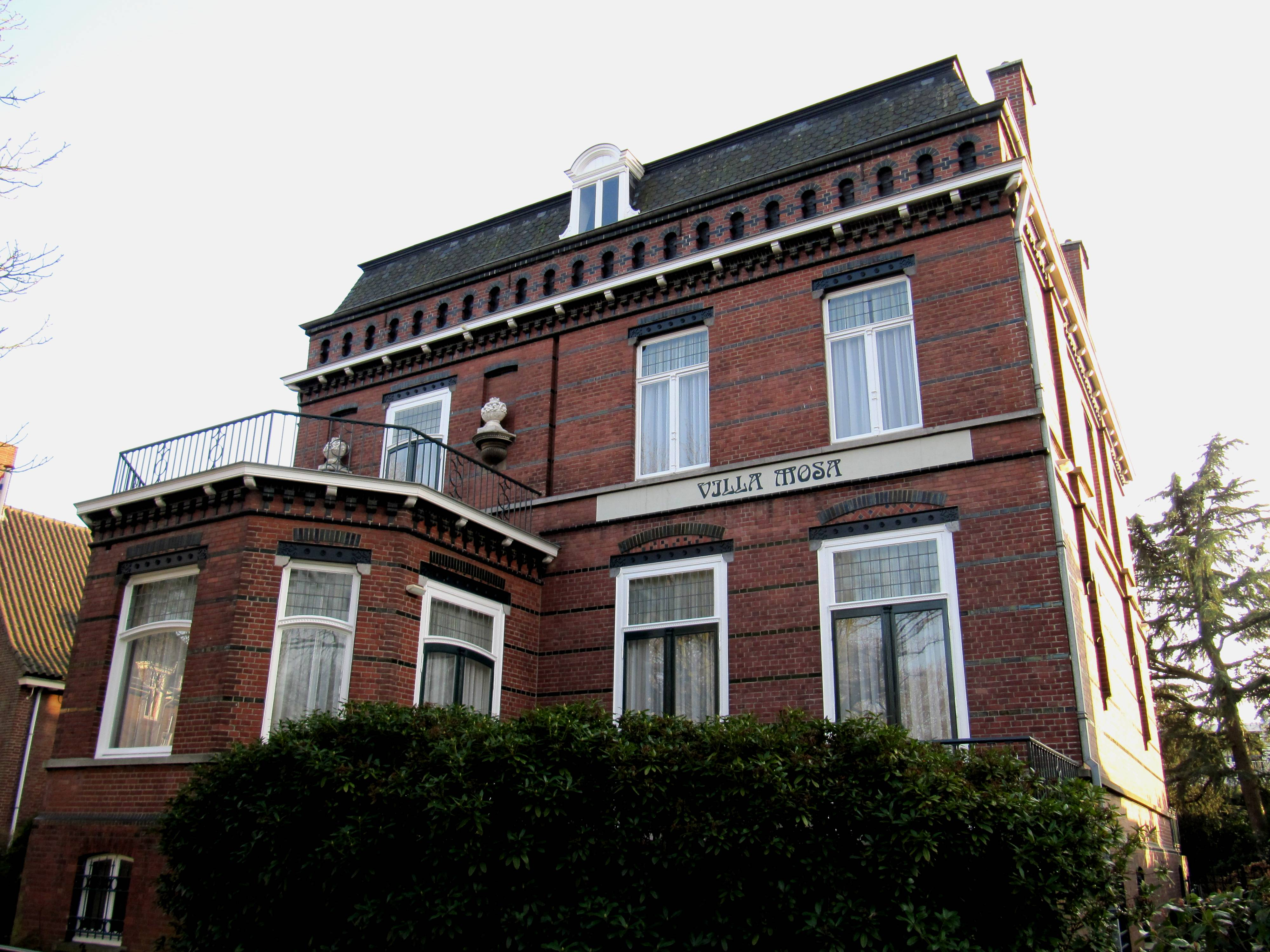
Villa Mosa
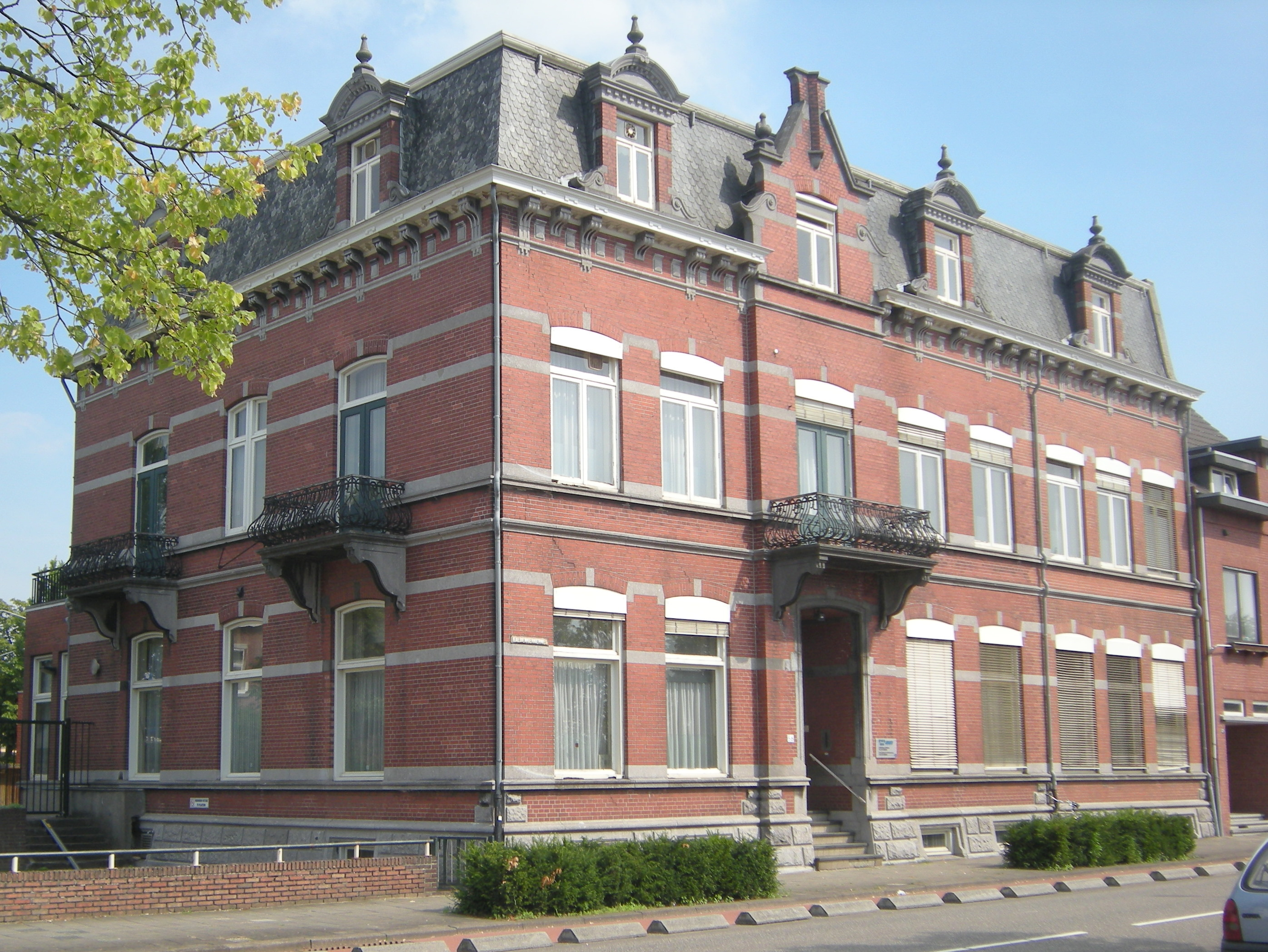
Het voormalige gebouw voor Invoerrechten en Accijnzen